# Чемпіонат УРСР з легкої атлетики в приміщенні 1988
Чемпіонат УРСР з легкої атлетики в приміщенні 1988 серед дорослих був проведений 30-31 січня в легкоатлетичному манежі київської ШВСМ.
Чемпіонські звання у дисциплінах багатоборства були розіграні на окремому чемпіонаті в Броварах.

## Призери

### Чоловіки
| Дисципліни                | Золото                                   | Золото    | Срібло                                | Срібло   | Бронза                                  | Бронза  |
| ------------------------- | ---------------------------------------- | --------- | ------------------------------------- | -------- | --------------------------------------- | ------- |
| 60 метрів                 | Віктор Бризгін Ворошиловградська обл.    | 6,3h =NIB | Микола Разгонов Донецька обл.         | 6,3 =NIB | Олександр Михалочко Київ                | 6,4     |
| 200 метрів                | Микола Разгонов Донецька обл.            | 21,4h     | Олександр Лисенко Сумська обл.        | 21,6     |                                         |         |
| 400 метрів                | Микола Добровольський Житомирська обл.   | 48,1h     | Валерій Козлов Київ                   | 48,8     | Юрій Печняков Київська обл.             | 49,6    |
| 800 метрів                | Андрій Крамінський Херсонська обл.       | 1.50,1h   | Едуард Леоненко Донецька обл.         | 1.51,7   | Володимир Рудюк Київ                    | 1.52,1  |
| 1500 метрів               | Володимир Самоленко Запорізька обл.      | 3.52,7h   | Анатолій Легеда Чернігівська обл.     | 3.53,1   | В. Безьолев ???                         | 3.53,5  |
| 3000 метрів               | Олександр Заїка Черкаська обл.           | 8.11,7h   | Сергій Розум Київська обл.            | 8.13,5   | Валентин Мартинюк Житомирська обл.      | 8.13,8  |
| 60 метрів з бар'єрами     | Андрій Каратєєв Київська обл.            | 7,5h      | Геннадій Дакшевич Харківська обл.     | 7,5      | Віктор Батраченко Дніпропетровська обл. | 7,6     |
| 3000 метрів з перешкодами | Микола Матюшенко Київська обл.           | 8.37,6h   | Віктор Штикало Львівська обл.         | 8.39,6   | Андрій Попеляєв Харківська обл.         | 8.43,8  |
| Ходьба 5000 метрів        | Сергій Цимбалюк Черкаська обл.           | 20.07,2h  | Сергій Пасько Київ                    | 20.17,6  | В. Коцар ???                            | 21.17,8 |
| Стрибки у висоту          | Геннадій Авдєєнко Одеська обл.           | 2,29      | Рудольф Поварніцин Київ               | 2,29     | Юрій Шевченко Київська обл.             | 2,25    |
| Стрибки з жердиною        | Роман Барабашов Київ                     | 5,50      | Олександр Черняєв Київська обл.       | 5,50     | Сергій Єсипчук Київ                     | 5,20    |
| Стрибки у довжину         | Ігор Довойно Дніпропетровська обл.       | 7,97      | Олександр Аушев Харківська обл.       | 7,78     | Вадим Кобилянський Харківська обл.      | 7,58    |
| Потрійний стрибок         | Олександр Яковлєв Київ                   | 16,85     | Микола Мусієнко Дніпропетровська обл. | 16,77    | Геннадій Кахно Рівненська обл.          | 16,67   |
| Штовхання ядра            | Андрій Немчанінов Ворошиловградська обл. | 20,95     | Олександр Багач Київська обл.         | 20,30    | Микола Бородкін Хмельницька обл.        | 20,11   |

### Жінки
| Дисципліни            | Золото                                   | Золото   | Срібло                                     | Срібло  | Бронза                                  | Бронза  |
| --------------------- | ---------------------------------------- | -------- | ------------------------------------------ | ------- | --------------------------------------- | ------- |
| 60 метрів             | Наталія Герман Харківська обл.           | 7,0h     | Антоніна Слюсар Дніпропетровська обл.      | 7,1     | Ольга Васіна Донецька обл.              | 7,2     |
| 200 метрів            | Олена Насонкіна Харківська обл.          | 23,6h    | Ольга Бризгіна Ворошиловградська обл.      | 23,8    | Антоніна Слюсар Дніпропетровська обл.   | 24,6    |
| 400 метрів            | Аеліта Юрченко Одеська обл.              | 53,3h    | Людмила Джигалова Харківська обл.          | 53,5    |                                         |         |
| 800 метрів            | Олена Завадська Донецька обл.            | 2.02,6h  | Світлана Продан Донецька обл.              | 2.03,1  | Зоя Казновська Запорізька обл.          | 2.08,6  |
| 1500 метрів           | Зоя Казновська Запорізька обл.           | 4.19,3h  | Світлана Продан Донецька обл.              | 4.19,6  | Ніна Анікієнко Київ                     | 4.22,4  |
| 3000 метрів           | Наталія Лагункова Чернігівська обл.      | 9.25,4h  | Ніна Анікієнко Київ                        | 9.28,6  | Л. Судак ???                            | 9.29,8  |
| 60 метрів з бар'єрами | Наталія Григор'єва Харківська обл.       | 7,8h     | Людмила Христосенко Ворошиловградська обл. | 7,8     | Олена Політика Харківська обл.          | 7,9     |
| Ходьба на 3000 метрів | Наталія Сербіненко Донецька обл.         | 13.02,4h | Наталія Стороженко Черкаська обл.          | 13.12,0 | Ольга Леоненко Київ                     | 13.50,8 |
| Стрибки у висоту      | Людмила Авдєєнко Одеська обл.            | 1,92     | Світлана Одинцова Київська обл.            | 1,89    | Світлана Бородай Ворошиловградська обл. | 1,86    |
| Стрибки у довжину     | Лариса Бережна Київська обл.             | 6,73     | Інеса Шуляк Дніпропетровська обл.          | 6,57    | Валентина Кравченко Харківська обл.     | 6,01    |
| Штовхання ядра        | Людмила Воєвудська Дніпропетровська обл. | 19,64    | Надія Лукинів Івано-Франківська обл.       | 17,28   | Світлана Дорохова Київ                  | 17,06   |

## Чемпіонат з багатоборств
Чемпіонат УРСР з легкоатлетичних багатоборств у приміщенні 1988 був проведений 15-17 січня в Броварах.

### Чоловіки
| Дисципліни  | Золото                     | Золото    | Срібло                             | Срібло | Бронза                          | Бронза |
| ----------- | -------------------------- | --------- | ---------------------------------- | ------ | ------------------------------- | ------ |
| Семиборство | Павло Река Полтавська обл. | 6597 очок | Сергій Попов Дніпропетровська обл. | 6562   | Олександр Апайчев Київська обл. | 6449   |

### Жінки
| Дисципліни   | Золото                     | Золото   | Срібло                          | Срібло | Бронза                             | Бронза |
| ------------ | -------------------------- | -------- | ------------------------------- | ------ | ---------------------------------- | ------ |
| П'ятиборство | Ірина Олейник Одеська обл. | 4326 NIB | Лілія Фастівець Харківська обл. | 4050   | Віра Юрченко Дніпропетровська обл. | 4039   |